# Silvano Pietra
Silvano Pietra là một đô thị ở tỉnh Pavia trong vùng Lombardia của Ý, có cự ly khoảng 50 km về phía tây nam của Milan và khoảng 25 km về phía tây nam của Pavia. Tại thời điểm ngày 31 tháng 12 năm 2004, đô thị này có dân số 723 người và diện tích là 13,8 km².
Silvano Pietra giáp các đô thị sau: Bastida de' Dossi, Casei Gerola, Corana, Mezzana Bigli, Sannazzaro de' Burgondi, Voghera.